# 超人特攻隊2
是一部於2018年上映的美國3D電腦動畫超級英雄電影，由皮克斯動畫工作室製作，並由華特迪士尼工作室電影發行。電影由布萊德·博德編劇及執導，為2004年電影《超人特攻隊》的續集、「超人特攻隊系列」的第二部電影作品。故事講述巴氏一家需在重新獲得公眾對超級英雄的信任與他們的平凡家庭生活中獲得平衡，然而新的敵人「螢幕魔人」卻試圖讓公眾反對超級英雄再次合法化。克雷格·T·尼爾森、荷莉·杭特、莎拉·沃維爾和山繆·傑克森回歸聲演自己的角色，新的配音員包括哈克·米爾納（替代斯賓塞·福克斯）、巴布·奧登科克、凱薩琳·凱娜和強納森·班克斯（替代已故動畫師柏德·洛其）。本片配樂為曾多次為皮克斯動畫電影譜曲的麥可·吉亞奇諾。
在《超人特攻隊》的成功後，博德表示有興趣製作續集，但因為要製作其他的電影需要推遲電影的發展。當2014年3月確認續集正在製作時，博德面臨多重挑戰，比如自首部電影上映以來，從超級英雄類型的電影和電視劇中尋找一種區分劇本的方法，以及尋找幾個替代的配音員。電影為了紀念而獻給在2018年2月去世的皮克斯動畫師和配音演員柏德·洛其。
《超人特攻隊2》於2018年6月5日在洛杉磯進行首映，並於2018年6月15日以迪士尼數位3D、杜比影院和IMAX格式在美國廣泛上映。電影上映後獲得的好評如潮，包括動畫技術、配音團隊、幽默、動作場面和配樂，雖然有些批評指出故事只是前作的衍生品。電影在首周末獲得1.82億美元，創下動畫電影首日最高紀錄，全球票房收入為12.42億美元，成為2018年票房收入最高電影第四名、北美最高動畫電影票房第一名全球最高動畫電影票房第四名和全球最高電影票房第廿一名。本片的票房佳績一度成為皮克斯動畫工作室歷年票房最高的作品，直至2024年被《腦筋急轉彎2》超越。

## 劇情
在打敗辛拉登的三個月後，巴氏一家在路上遇到「採礦大師」的襲擊。但是他們沒能逮到他，還破壞了城市。因此他們被警方約談，被迫放棄此工作，並暫時住在狄瑞克想盡辦法借來的汽車旅館，但只有兩個星期。要是他們沒能找到工作，就只能流浪街頭。企業總裁戴文森正在招募超級英雄希望讓其合法化，因此他們找上荷莉前往罪惡之城打擊罪犯，希望能讓世界了解超級英雄的重要性，而鮑伯則留在文森借給他們住的豪宅照顧小倩、小飛和小傑。
文森的妹妹艾芙琳為荷莉設計了一臺超級電動機車並掌握情報，要她等待犯罪。果不其然，市長後腳才剛踏入新啟用的電車，電車就突然向反方向極速前進。經過一番努力，她終於停下了電車，發現列車長遭「螢幕魔人」所控制。荷莉開始被市民視做英雄，戴氏兄妹也介紹了許多潛藏的超級英雄給她。在她接受採訪期間，螢幕魔人再度出現並向她挑釁，為了對抗螢幕魔人，她擊破所有螢幕並救出受螢幕魔人控制的飛機上的大使，但仍未得知螢幕魔人身分。
她和艾芙琳計劃再度接受一次採訪以便追蹤螢幕魔人的訊號來源。在一陣對峙之後，她捉到了一個在披薩店打工的小伙子並使警方逮捕他。為此戴氏兄妹準備在他們的船艇上舉行一個發表會，並邀請各國領袖來簽署協議來使超級英雄合法化。荷莉覺得螢幕魔人如此聰明，怎麼可能輕而易舉就將他逮捕歸案，因此她調閱她隨身攜帶的針孔監視器，發現不對勁，但馬上就被在一旁的艾芙琳戴上眼罩催眠。
艾芙琳說他父親就是因為當年不願逃到地下室堅持相信等待超級英雄才會被強匪殺害，母親也不至于抑鬱而終。因此她下定決心要阻止她那愚蠢的哥哥讓超級英雄合法化，並催眠了一個無關的人去充當螢幕魔人。她將荷莉囚禁于密室，並通知鮑伯前來戴氏的總部宣稱荷莉遇上麻煩。鮑伯先放下令他兩頭燒的孩子們去赴約。但在密室中，他被催眠的妻子趁兩人互擁時也將丈夫戴上眼罩，而艾芙琳同時派出其他被催眠的超級英雄去捉三個超能孩子。酷冰俠也趕到豪宅，幫孩子拖延時間開超能車逃跑，而自己也被催眠。
發表會開始後，艾芙琳令他們發表不滿人類的言論並催眠眾人，以及藉他們使輪船衝向城市。三個孩子趕到船上與被催眠的超級英雄們搏鬥並一一解除他們的眼罩，包括他們的父母。艾芙琳見計劃失敗，便乘預先準備好的直升機而去。荷莉跟上直升機但艾芙琳故意飛至高空令她缺氧。所幸她及時踹下艾芙琳並棄機逃生。最後艾芙琳被其所救並逮捕，而輪船也被酷冰俠停了下來。最後，小倩得以和心儀的男生雷湯尼重新認識並共同看電影。此時，一輛載着不斷開槍的乘客的車極速狂飆呼嘯而過，一家人又展開了新的任務。

## 配音員
| 配音                 | 配音                                                         | 配音     | 配音     | 角色                                                      |
| 美國                 | 台灣                                                         | 香港     | 中國大陸 | 角色                                                      |
| -------------------- | ------------------------------------------------------------ | -------- | -------- | --------------------------------------------------------- |
| 克雷格·T·尼爾森      | 王偉忠                                                       | 丁子高   | 图特哈蒙 | 巴鮑伯／超能先生（Bob Parr / Mr. Incredible）             |
| 荷莉·杭特            | 徐熙媛                                                       | 楊千嬅   | 季冠霖   | 巴荷莉／彈力女超人（Helen Parr / Elastigirl）             |
| 莎拉·沃維爾          | 陳貞伃                                                       | 戴文     | 张雪凌   | 巴小倩（Violet Parr）                                     |
| 哈克·米爾納          | 李悟                                                         | 羅家浚   | 鞠豪阳   | 巴小飛（Dash Parr）                                       |
| 伊萊·富西萊          | 使用原音                                                     | 使用原音 | 使用原音 | 巴小傑（Jack-Jack Parr）                                  |
| 山繆·傑克森          | 陳建州                                                       | 高翰文   | 刘琮     | 路易／酷冰俠（Lucius Best / Frozone）                     |
| 巴布·奧登科克        | 夏治世                                                       | 楊耀泰   | 张震     | 戴文森（Winston Deavor）                                        |
| 凱薩琳·凱娜          | 汪世瑋                                                       | 程文意   | 马晓骥   | 戴艾芙琳（Evelyn Deavor）                                         |
| 布萊德·博德          | 李勇                                                         | 洪錦兒   | 高增志   | 衣夫人（Edna Mode）                                       |
| 強納森·班克斯        | 康殿宏                                                       | 周志輝   | 任亚明   | 狄瑞克（Rick Dicker）                                     |
| 麥可·博德            | 蔣鐵城                                                       | 黃慶利   | 杨天翔   | 雷湯尼（Tony Rydinger）                                   |
| 比爾·懷斯            | 周寧                                                         | 楊啟健   |          | 披薩外送員／螢幕魔人（Pizza Delivery Man / Screenslaver） |
| 蘇菲亞·布希          | 杜素貞                                                       | 莫蒨茹   | 林兰     | 凱倫／空洞（Karen / Voyd）                                |
| 菲爾·拉瑪            | 林谷珍                                                       | 劉雪明   |          | 粉碎人（Krushauer）                                       |
| 菲爾·拉瑪            | 馬伯強                                                       | 陳志強   |          | 電力人（He-Lectrix）                                      |
| 保羅·艾德            | 符爽                                                         | 李建良   |          | 格斯·伯恩斯／逆流俠（Gus Burns / Reflux）                 |
| 伊莎貝拉·羅塞里尼    | 陳季霞                                                       | 羅蘭     | 刘芊含   | 大使（Ambassador）                                        |
| 約翰·雷森伯格        | 陳幼文                                                       | 劉文光   | 武文     | 採礦大師（The Underminer）                                |
| 亞當·蓋茨            | 康殿宏                                                       | 黎家希   | 吴凌云   | 查德·布伦特利（Chad Brentley）                            |
| 巴瑞·波斯威克        | 符爽                                                         | 辛偉強   | 陈喆     | 市长（Mayor）                                             |
| 傑爾·伯恩斯          | 周寧                                                         | 李建良   |          | 警探#1（Detective #1）                                    |
| 亞當·羅德里奎        | 陳幼文                                                       | 陸頌愚   |          | 警探#2（Detective #2）                                    |
| 金佰利·亞戴爾·克拉克 | 杜素貞                                                       | 鄧潔麗   |          | 漢妮（Honey Best）                                        |
| 亞瑟小子             |                                                              |          |          | 路易的代客泊車員（Lucius Best's valet）                   |
|                      | 張至超 龍顯蕙 王辰驊 姜先誠 劉安 林筱玲 高嘉鎂 呂筱薇 江欣怡 |          |          |                                                           |

## 製作

### 發展
繼2004年電影《超人特攻隊》後，布萊德·博德執導了他的下一部皮克斯電影《料理鼠王》，該片於2007年6月上映。在《料理鼠王》臨近首映前，博德公開表示了他對《超人特攻隊》續集的看法——只要他能想出一個優於前作的概念，他便樂見其成：「我有一些自認為不錯的想法，但我尚未將它們整合在一起」。
2011年10月，在博德的作品《不可能的任務：鬼影行動》上映前，《富比士》報導，皮克斯正在考慮製作《超人特攻隊》的續集。
在2013年5月的一次採訪中，博德再次表明了他對製作續集的興趣：「我一直在構思這個，人們以為我沒有，但是我有。因為我愛那些角色，愛那個世界」。他繼續說，「我絞盡腦汁、費盡心力的想。我構思出了許許多多的元素，並認為它們在另一部《超人特攻隊》電影中能好好發揮。如果我能整理好這一切，我大概就會想去拍了」。在宣傳《超人特攻隊》時，博德已經有概念把鮑伯和荷莉切換角色和小傑將展現出仍未被家人知道的多種超能力。
在2014年3月的迪士尼股東大會上，華特迪士尼公司的總裁兼董事長羅伯特·艾格確認皮克斯正在製作《超人特攻隊》的續集，而博德將回歸撰寫劇本。博德在2015年4月左右開始編寫劇本，並表示《超人特攻隊》的續集將是他在《明日世界》之後的下一部電影。
編寫《超人特攻隊2》的其中一個挑戰是如何應對在第一部電影後發布的大量超級英雄電影和電視劇，例如漫威電影宇宙。為了讓續集產生差異，博德想避免與超級英雄的風格相似：「我不認為這種想法在很長時間內仍然有趣，對我來說，有趣的事情從來不是超級英雄的一部分。這更像是一個家庭動力和如何讓超級英雄的事情在這發揮作用」。他說他想加入一些在第一部電影中因為「不適合」而沒使用的想法，而新的故事將集中在彈力女超人上。即使續集在第一部電影上映十四年後發布，博德不想使用像時間快進一樣的敘事元素或想出新的角色，而且故事將在第一部電影結束的地方開始。這使他能夠保持具有相同超能力的角色，而不必開發新角色，也不需要弄清楚如何讓小倩和小飛成為成年人。這也可以讓他能夠繼續讓小傑成為一個擁有多種超能力的嬰兒，而博德則將其比作嬰兒如何能夠理解多種語言。
皮克斯與《超人特攻隊2》的一個優勢是可以從第一部電影中看到技術的進步以及皮克斯擁有一支經驗豐富的動畫師團隊。製片人約翰·沃克說：「我認為令布萊德和產品設計師拉夫·埃格爾斯頓興奮的事情，就是他們在2004年希望的設計技術現在可以實現了。好吧，我們不知道怎麼做長髮，我們不知道如何製作人類角色，我們不知道怎麼做肌肉。每個人都知道該怎麼做，現在只是可以加快做到這一點」。由於皮克斯不再使用第一部電影中的相同系統，因此必須再次在電腦上從新創建所有角色。該工作室還首次使用基於物理的人眼模型，即使眼睛比真人更大，而且比真人更加風格化。

### 選角
2016年11月，皮克斯宣佈荷莉·杭特和山繆·傑克森將回歸聲演自己的角色。在2017年7月的D23博覽會上，宣佈克雷格·T·尼爾森和莎拉·沃維爾亦將回歸。巴小飛的原配音員斯賓塞·福克斯由年輕的新演員哈克·米爾納替代。同月，布萊德·博德和約翰·雷森伯格亦確認回歸聲演自己的角色。
2017年11月，皮克斯宣佈巴布·奧登科克和凱薩琳·凱娜簽約加盟劇組，但沒有透露他們的角色直到往後公佈為戴文森和戴艾芙琳。2018年1月，宣佈蘇菲亞·布希和伊莎貝拉·羅塞里尼聲演新角色空洞和大使，而強納森·班克斯聲演狄瑞克。狄瑞克的原配音員柏德·洛其在2014年退休；洛其在2018年去世後，電影在片尾以文字紀念他。

### 配樂
2015年，博德確認麥可·吉亞奇諾回歸撰寫樂譜。吉亞奇諾在2017年5月左右開始工作。
原聲專輯於2018年6月15日發行，除了電影的音樂外，也包括了超能先生、彈力女超人和酷冰俠的主題曲，以及由迪士尼無伴奏合唱團的額外版本，以及第一部電影配樂〈The Glory Days〉的後期版本。

#### 曲目列表
| 《超人特攻隊2》(電影原聲帶) | 《超人特攻隊2》(電影原聲帶)                                                                             | 《超人特攻隊2》(電影原聲帶) |
| 曲序                        | 曲目 | 时长                        |
| --------------------------- | --- | --------------------------- |
| 1.                          | Episode 2                                                                                               | 0:50                        |
| 2.                          | A Tony Perspective                                                                                      | 2:08                        |
| 3.                          | Consider Yourselves Undermined!                                                                         | 5:12                        |
| 4.                          | A Matter of Perception                                                                                  | 1:50                        |
| 5.                          | Diggin' the New Digs                                                                                    | 1:42                        |
| 6.                          | This Ain't My Super-Suit?                                                                               | 0:57                        |
| 7.                          | Elastigirl Is Back                                                                                      | 1:00                        |
| 8.                          | Train of Taut                                                                                           | 3:17                        |
| 9.                          | Rocky vs. Jack-Jack                                                                                     | 1:58                        |
| 10.                         | Ambassador Ambush                                                                                       | 2:29                        |
| 11.                         | Hero Worship                                                                                            | 1:08                        |
| 12.                         | Searching for a Screenslaver                                                                            | 4:40                        |
| 13.                         | Super Legal Again                                                                                       | 0:42                        |
| 14.                         | Renouncing the Renunciation                                                                             | 1:38                        |
| 15.                         | World's Worst Babysitters                                                                               | 1:33                        |
| 16.                         | Helen of Ploy                                                                                           | 0:55                        |
| 17.                         | A Dash of Reality                                                                                       | 2:03                        |
| 18.                         | Hydrofoiled Again                                                                                       | 3:51                        |
| 19.                         | Jack Splat                                                                                              | 1:30                        |
| 20.                         | A Bridge Too Parr                                                                                       | 4:17                        |
| 21.                         | Together Forever and Deavor                                                                             | 1:45                        |
| 22.                         | Elastigirl's Got a Plane to Catch                                                                       | 3:00                        |
| 23.                         | Looks like I Picked the Wrong Week to Quit Oxygen                                                       | 1:59                        |
| 24.                         | Happily After-Deavor                                                                                    | 1:15                        |
| 25.                         | Out and a Bout                                                                                          | 0:36                        |
| 26.                         | Incredits 2                                                                                             | 9:51                        |
| 27.                         | Here Comes Elastigirl – Elastigirl's Theme                                                              | 1:23                        |
| 28.                         | Chill or Be Chilled – Frozone's Theme                                                                   | 1:40                        |
| 29.                         | Pow! Pow! Pow! – Mr. Incredible's Theme                                                                 | 1:31                        |
| 30.                         | Devtchno!                                                                                               | 1:53                        |
| 31.                         | Chad Tonight Talk Show Theme（written by Daniel Farid, Grace Giacchino and Michael Giacchino）          | 0:05                        |
| 32.                         | Chad Tonight Newscast Bumper（written by Daniel Farid, Grace Giacchino and Michael Giacchino）          | 0:06                        |
| 33.                         | Here Comes Elastigirl – Elastigirl's Theme (A Cappella)（performed by DCappella) (digital bonus track） | 1:20                        |
| 34.                         | Chill or Be Chilled – Frozone's Theme (A Cappella)（performed by DCappella) (digital bonus track）      | 1:36                        |
| 35.                         | Pow! Pow! Pow! – Mr. Incredible's Theme (A Cappella)（performed by DCappella) (digital bonus track）    | 1:31                        |
| 36.                         | The Glory Days (A Cappella)（performed by DCappella) (digital bonus track）                             | 1:39                        |
| 总时长：                    | 总时长：                                                                                                | 1:14:50                     |

## 發行
《超人特攻隊2》於2018年6月5日在洛杉磯進行首映，並於2018年6月15日在美國上映，伴隨著皮克斯短片《包寶寶》共同放映。電影同時亦以IMAX格式上映，作為迪士尼與IMAX的新發行協議的一部分，但僅限於2D格式。電影原定於2019年6月21日上映，後來原檔期改為《玩具總動員4》。

### 家庭影碟
《超人特攻隊2》將在2018年10月23日發佈數位拷貝，2018年11月6日發佈4K UHD、藍光光碟和DVD。

## 反響

### 評價
爛番茄根據356條評論，持有94%的新鮮度，平均得分7.86／10。在Metacritic上，電影獲得了80分。據CinemaScore調查，觀眾的評價在A+至F落於「A+」，大獲好評。

### 票房
北美方面，《超人特攻隊2》周末票房1.8億美元，為北美影史動畫最高開片紀錄。
台灣方面，首週五天票房為新台幣9817萬元；次週票房累計至新台幣1.69億元；第三週票房累計至新台幣2.12億元；第四週票房累計至新台幣2.34億元；最終全台票房為新台幣2.6億元。
香港方面，首日票房481萬港元；首周4天票房2581萬港元；上映7天票房累積至3511萬港元；最終票房為7120萬港元。
中国大陆方面，首日票房超过3000万人民币，首周3天票房达到1.37亿人民币，成为当周票房亚军，本片也是皮克斯在大陆地区首周票房最高的电影。根据艺恩电影统计，影片上映7周获得约3.5亿人民币。
| 上一届： 《瞞天過海：八面玲瓏》   | 2018年美國週末票房冠軍 第24週 | 下一届： 《侏羅紀世界：殞落國度》 |
| 上一届： 《侏羅紀世界：殞落國度》 | 2018年台北週末票房冠軍 第26週 | 下一届： 《蟻人與黃蜂女》         |
| 上一届： 《蟻俠2：黃蜂女現身》    | 2018年香港週末票房冠軍 第29週 | 下一届： 《職業特工隊：叛逆之謎》 |

### 癲癇問題

螢幕魔人在螢幕上催眠的場面被殘疾人倡導者批評可能會引起癲癇症發作。

許多的殘疾人權利倡導者，包括美國癲癇基金會對強烈燈光效果的場景提出關注，特別是彈力女超人與螢幕魔人戰鬥的場景，會令觀眾引起光敏感性癲癇症患者發作。事後，幾家的電影院張貼有關的警告標語。迪士尼向今日美國發表了一則聲明，指他們對電影院製作警告標語的做法表示讚賞，並要求電影院向觀眾發出一份備忘錄，警告觀眾相關的場面可能會導致身體不適。
針對該聲明，英國發布了重新編輯的版本，所有受影響的序列都有所改變，因此任何閃光燈或頻閃效果的場面現在都通過了測試。中国大陆放映时为原版本，但在放映前向观众播映相关提示。
在本片的数字版本家庭影碟中，以上画面均已作出修复。

## 榮譽
| 獎項             | 頒獎日期       | 類別                | 獲獎或被提名人                               | 結果 | 參     |
| ---------------- | -------------- | ------------------- | -------------------------------------------- | ---- | ------ |
| 青少年票選獎     | 2018年8月12日  | 夏季選擇獎：電影    | 《超人特攻隊2》                              | 獲獎 | [ 58 ] |
| 人民選擇獎       | 2018年11月11日 | 最喜愛家庭電影      | 《超人特攻隊2》                              | 獲獎 | [ 59 ] |
| 好萊塢音樂傳媒獎 | 2018年11月14日 | 原創音樂 - 動畫電影 | 麥可·吉亞奇諾                                | 提名 | [ 60 ] |
| 英國學院兒童獎   | 2018年11月25日 | 長片                | 布萊德·博德、約翰·沃克和尼可·派藍迪斯·葛蘭達 | 提名 | [ 61 ] |

## 續集
在《超人特攻隊2》上映後，導演布萊德·博德承認電影截斷的製作時間導致了他從電影的最終版本中刪除了許多情節和想法。他引用皮克斯於2016年10月決定更換《玩具總動員4》和《超人特攻隊3》的發布日期的決定，這意味著博德失去了整整一年的製作時間。博德補充，揮之不去的情節可能會引導至第三部電影中，正如他們在第二部電影的做法：「我們在這部電影中有很多想法可以使用 ......無論是另一部《超人特攻隊》的電影，還是別的什麼」。配音員包括山繆·傑克森和蘇菲亞·布希表示有興趣回歸聲演他們的角色。製片人約翰·沃克不會“管治第三部電影”。
2024年8月，迪士尼於D23博覽會上正式宣布開發《超人特攻隊3》，布萊德·博德將回歸執導。

## 外部連結
- 官方网站
- 互联网电影数据库（IMDb）上《超人特攻隊2》的资料（英文）
- Box Office Mojo上《超人特攻隊2》的資料（英文）
- Metacritic上《超人特攻隊2》的資料（英文）
- 爛番茄上《超人特攻隊2》的資料（英文）
- AllMovie上《超人特攻隊2》的资料（英文）
- 開眼電影網上《超人特攻隊2》的資料（繁體中文）
- 时光网上《超人特攻隊2》的資料（简体中文）
- 豆瓣电影上《超人特攻隊2》的資料 （简体中文）
- 在Disney+上觀看《超人特攻隊2》 （因版權限制，本節目可能僅在部分地區上架。）